# Takeshi Seyama
Takeshi Seyama (瀬山 武司, Seyama Takeshi) (nascut el 1944) és un editor de pel·lícules japonès.
Ha estat l'editor de diverses sèries d'anime i pel·lícules com La princesa Mononoke, Steamboy, Elfen Lied, Akira, i èxits del Studio Ghibli, junt amb Katsuhiro Otomo i Satoshi Kon. Ha treballat recentment a la pel·lícula Paprika de Satoshi Kon, basada en la novel·la de Yasutaka Tsutsui. És, a més, el fundador de "Seyama Editing Room", especialitzada en l'edició d'anime.

## Filmografia
(Com a editor)
- Heidi: A Girl of the Alps (1974) - 1 episodi
- little princess sara (1985) - Sèrie de TV
- Sherlock Hound (1984-85) - 6 Episodis
- Castle in the Sky (1986)
- My Neighbor Totoro (1988)
- Grave of the Fireflies (1988)
- Akira (1988)
- Venus Wars (1989)
- Only Yesterday (1991)
- Whisper of the Heart (1995)
- Princess Mononoke (1997)
- My Neighbors the Yamadas (1999)
- Tokyo Godfathers (2003)
- Steamboy (2004)
- Paprika (2006)
- Tales from Earthsea (2006)